# Calvin C. Hernton
Calvin Coolidge Hernton (28 de abril de 1932 — 30 de setembro de 2001) foi um sociólogo, poeta e autor americano, particularmente conhecido por seu estudo de 1965 Sex and Racism in America, que foi descrito como "um olhar franco sobre o papel as tensões sexuais atuavam na divisão racial americana e ajudaram a definir o tom de muitas críticas sociais afro-americanas na década seguinte.

## Biografia
Hernton nasceu em Chattanooga, Tennessee, Estados Unidos, em 28 de abril de 1932. Ele estudou no Talladega College, no Alabama, onde se formou em sociologia (1954), e na Fisk University, onde obteve o título de mestre. Em meados da década de 1950, trabalhou como assistente social na cidade de Nova York. Ele também fez leituras de poesia lá e co-fundou a revista Umbra, que publicou um coletivo de escritores negros, incluindo Langston Hughes, Ishmael Reed e Alice Walker. Hernton posteriormente foi para Londres e trabalhou com o Institute of Phenomenological Studies (1965–69), estudando com RD Laing. Hernton atuou ao lado de Obi Egbuna, CLR James e outros na Antiuniversidade de Londres.
Ele voltou para os Estados Unidos em 1970 e foi para o Oberlin College como escritor residente e dois anos depois ingressou no departamento de Estudos Negros. Ele foi professor de estudos afro-americanos lá até sua aposentadoria em 1999.
Hernton foi autor de nove livros que refletem seus escritos como poeta, romancista, ensaísta, dramaturgo e cientista social, incluindo o best-seller Sex and Racism In America (1965), traduzido para vários idiomas, e o inovador The Montanha Sexual e Escritores de Mulheres Negras: Aventuras em Sexo, Literatura e Vida Real (1987). Seus poemas também foram publicados em Essence, Evergreen Review e Black Scholar, entre outros lugares, e em várias gravações e foram apresentados em peças na Broadway e em turnê.
Em 2011 o Chelsea Art Museum recriou uma performance de Black Zero, happening encenado por Aldo Tambellini no Group Center em diversas ocasiões entre 1963 e 1965. As gravações sonoras de Hernton recitando sua poesia foram acompanhadas por apresentações improvisadas de Ben Morea e Henry Grimes.
Hernton morreu em Oberlin, Ohio, aos 69 anos.